# Carodista afghana
Carodista afghana är en fjärilsart som beskrevs av Lancelot A. Gozmany 1978. Carodista afghana ingår i släktet Carodista och familjen Lecithoceridae. Inga underarter finns listade i Catalogue of Life.